# 法華一揆
法華一揆（ほっけいっき）是日本戰國時代京都的宗教一揆。也稱作「天文法亂」「天文法華之亂」「法華一揆」「天文法難」等。淨土宗方稱「天文法華之亂」、日蓮宗方稱「天文法難」。

## 概要
天文年間，日蓮宗（法華宗）在京都以六條本圀寺等寺院為中心，獲得大半町衆的信仰，擁有極強大的勢力。1532年（天文元年），當時支配京都的是管領細川晴元，和細川晴元對立的一向宗徒入洛的傳言傳入京都，因此日蓮宗町衆和細川晴元・茨木長隆等人連手攻擊一向宗寺院，根據地山科本願寺也被燒毀。此後約5年間，日蓮宗門徒在京都的勢力擴大，加深日蓮宗和比叡山的對立。
天文5年（1536年）年3月3日，比叡山西塔的僧侶・華王房和上總茂原妙光寺的信徒・松本新左衛門久吉（松本久吉）進行宗教問答，松本久吉最後在宗論擊敗華王房（松本問答）。
激憤的比叡山側請求室町幕府裁定，但是，幕府以後醍醐天皇的勅令為証據判定日蓮宗勝訴，比叡山在宗論和裁判皆輸。但延曆寺要求京都洛中、洛外的日蓮宗寺院二十一本山成為延曆寺的末寺，並支付上納金，被京都日蓮宗拒絕。延曆寺決議武力撃滅京都法華衆。
延曆寺的僧兵和宗徒，加上近江大名・六角定賴的援軍，總計動員約6萬人入洛，悉數燒毀京都洛中洛外的日蓮宗寺院二十一本山，京都法華宗的許多宗徒被殺（天文法難）。
延曆寺的勢力放火導致洛中大火。此事件造成洛中的日蓮教團壊滅，宗徒被流放至洛外。以後6年間，京都的日蓮宗遭禁教。天文11年（1542年），天皇勅令准許返回京都，之後靠町衆之力重建日蓮宗寺院十五本山。

## 關連項目
- 日像
- 享祿・天文之亂
- 一向一揆
- 土一揆

## 外部連結
- 天文法華之亂